# Isla Jonassen
La isla Jonassen o isla Irizar es una pequeña isla de la Antártida localizada en el estrecho Antarctic, cerca de su boca oriental, frente al extremo este de la península Tabarín en el archipiélago de Joinville. Es una isla particularmente rocosa de 4,1 km de largo localizada al norte de la isla Andersson, en el extremo noreste de la península Trinidad (o Luis Felipe), punta de la península Antártica. 
El estrecho Yalour se encuentra entre la isla Andersson y la isla Jonassen, vinculando el estrecho Antarctic con el estrecho Fridtjof (o paso Fridtjof), que separa a ambas islas de la península Tabarín, comunicando el mar de Weddell y el estrecho Antarctic.  
La isla cuenta con colonias de pingüinos juanito y gaviotas cocineras.

## Historia
La isla fue avistada y cartografiada de manera aproximada el 27 de febrero de 1838 por la Expedición Antártica Francesa al mando del capitán Jules Dumont D'Urville, quien la denominó le Rosamel en conjunto con la isla Andersson, en homenaje al vicealmirante Claude Charles Marie du Campe de Rosamel, ministro naval de Francia. 
La Expedición Antártica Sueca de 1901-1904, al mando de Otto Nordenskjöld, la denominó isla Irizar en homenaje al capitán de la corbeta de Argentina ARA Uruguay que en 1903 rescató su expedición en la isla Cerro Nevado. El mismo nombre (IÎle Irizar) fue utilizado en 1904 por la Expedición Antártica Francesa al mando de Jean B. Charcot para una de las islas Argentina (isla Irizar). Para evitar la confusión el 21 de noviembre de 1949 el UK-APC del Reino Unido la redenominó isla Jonassen en homenaje a Ole Jonassen, integrante de la Expedición Antártica Sueca. El nuevo nombre fue aceptado por algunos países como Estados Unidos y Chile, pero sigue siendo denominada Irizar por Argentina.

## Reclamaciones territoriales
Argentina incluye a la isla en el departamento Antártida Argentina dentro de la provincia de Tierra del Fuego, Antártida e Islas del Atlántico Sur; para Chile forma parte de la comuna Antártica de la provincia Antártica Chilena dentro de la Región de Magallanes y de la Antártica Chilena; y para el Reino Unido integra el Territorio Antártico Británico. Las tres reclamaciones están sujetas a las disposiciones del Tratado Antártico.
Nomenclatura de los países reclamantes: 
- Argentina: isla Irizar
- Chile: Isla Jonassen
- Reino Unido: Jonassen Island